# Ballet Hispánico
Il Ballet Hispánico è una compagnia di danza americana con sede a Manhattan, New York. Fu fondata dalla ballerina e coreografa portoricana-messicana-americana Tina Ramirez nel 1970 e presenta danze che riflettono l'esperienza degli ispanici e dei latinoamericani. Si descrive come "la principale rappresentante della danza della cultura ispanica negli Stati Uniti".

## Storia
La compagnia si è esibita per oltre due milioni di persone negli Stati Uniti, in Europa e in Sud America e ha un repertorio di oltre 75 lavori. Ha commissionato circa 80 lavori e ne ha acquisite altre 11, lavorando con 45 coreografi di tutto il mondo.
Tina Ramirez fondò il Ballet Hispánico nel 1970. La signora Ramirez, figlia di un torero messicano e nipote di un'insegnante portoricana, ha goduto di una lunga carriera di danza professionale prima di creare la compagnia. La sua sede principale a New York City comprende sei studi di danza.
Nell'agosto 2009 il Ballet Hispánico ha dato il benvenuto a Eduardo Vilaro come direttore artistico. Ex membro della compagnia Ballet Hispánico, Vilaro ha fondato e diretto il Luna Negra Dance Theatre di Chicago per dieci anni.

### La compagnia
La visione della Ramirez della compagnia Ballet Hispánico ha dato alla cultura ispanica contemporanea il suo posto nella danza americana, proprio come fece Alvin Ailey per la comunità di colore. Durante i suoi 39 anni come direttrice artistica, ha invitato 50 coreografi di diversa estrazione per fornire un'interpretazione moderna delle culture di lingua spagnola, attingendo alla versatilità dei suoi ballerini nel balletto, danza moderna, jazz, etnica e in altre tecniche di danza. Artisti di fama mondiale hanno risposto alla sua visione, inclusi artisti di balletto come Vicente Nebrada e Alberto Alonso, Talley Beatty e Anna Sokolow nella danza moderna, Paco Fernandez e José Coronado della danza etnica e Graciela Daniele e Ann Reinking di Broadway. "Più della maggior parte dei direttori artistici ha costantemente dato visibilità a nuovi talenti", allevando artisti nelle prime fasi della loro carriera, tra cui William Whitener, ora direttore artistico del Kansas City Ballet, Susan Marshall, vincitrice del premio MacArthur, Ramon Oller, capo di Metros Danza in Spagna e Pedro Ruiz, allora membro della Compagnia, ora coreografo indipendente.

### Scuola di danza
La Scuola di danza offre un curriculum tra cui il flamenco e la danza classica spagnola, oltre a tecniche di balletto classico e danza contemporanea. La scuola offre formazione pre-professionale, un programma generale e lezioni per bambini in età prescolare e per adulti.

## Posizione
Nel 1983 il Ballet Hispánico acquistò due rimesse adiacenti all'ex edificio della Claremont Riding Academy sulla 89ª Strada Ovest, elencato nel Registro Nazionale dei Luoghi Storici. Le strutture furono costruite su progetto dall'architetto Frank A. Rooke nel 1892. Con gli architetti Buck e Cane il Ballet Hispánico convertì le due rimesse nella sede della compagnia nel 1989. Una successiva espansione nel 2006 raddoppiò la capacità delle strutture dell'organizzazione.